# Gerard Kuiper
Gerard Peter Kuiper (/ˈkaɪpə˞/), rođen kao Gerrit Pieter Kuiper (/kœypəʁ/) (Harenkarspel, Nizozemska, 7. prosinca 1905. - Ciudad de México, 23. prosinca 1973.) nizozemsko-američki astronom.
Kuiper se rodio i stekao obrazovanje u Nizozemskoj, da bi 1933. otišao u SAD, a 1937. postao naturalizirani Amerikanac.
Kuiper je otkrio dva planetna satelita - Uranovu Mirandi i Neptunovu Nereid. Kuiperov pojas je nazvan u njegovu čast.

## Životopis
Čitajući Descartesa u srednjoj školi u njemu se pobuđuje zanimanje za astronomiju. Imao je izvanredno oštar vid i mogao je golim okom primijetiti zvijezde prividne magnitude 7,5, koje su bile i dva i pol puta slabijeg sjaja od najslabijih zvijezda koje vidi prosječan opažač! Kuiper je studirao astronomiju i fiziku na Leidenskom sveučilištu. Nakon što je 1933. obranio doktorat o studiji dvojnih zvijezda, odlazi na zvjezdarnicu Lick u Kaliforniji gdje boravi dvije godine. Tamo je sustavno istraživao nama bliske zvijezde i otkrio mnogo novih dvojnih zvijezda i bijelih patuljaka. Puno jasnije definirao je odnos masa-sjaj za zvijezde glavnog niza i pokazao da su bijeli patuljci objekti vrlo velike mase.
Za Drugog svjetskog rata Kuiper se zanima za probleme Sunčevog sustava i prvi otkriva postojanje atmosfere na nekom satelitu (Titanu, pratiocu planeta Saturna). Od tada pa sve do kraja svog života Kuiper je osobito proučavao planetske atmosfere. Godine 1947. postaje direktor zvjezdarnice Yerkes Čikaškog sveučilišta, a istodobno je bio i direktor zvjezdarnice McDonald u Teksasu. U to vrijeme sastavlja vrlo značajnu knjigu Planetarne atmosfere i njihovo podrijetlo. Među prvima je razmatrao planetarnu geokemiju, a također je sa suradnicima radio i na kartografiji Mjeseca. 14 godina surađuje s agencijom NASA, gdje je bio i glavni istraživač u programu izučavanja Mjeseca.
Kuiper se bavio problemom podrijetla Sunčeva sustava i zaključio da nije bio ništa više do neuspješna dvojna zvijezda s pridruženom masom rasprostrtom radijalno i disk koji se s vremenom razvio u planete. Smatrao je da je učestalost planetarnih sustava u Svemiru jedan u sto slučajeva, dok se prije smatralo da se planetarni sustav kod zvijezda pojavljuje u jedne od bilijun zvijezda.
Također, zanimao se za pronalaženje najpogodnijih područja za zvjezdarnice (zapad SAD-a, Havaji, Meksiko), osobito za opažanje u infracrvenom dijelu spektra gdje je ostavio značajne doprinose u konstruiranju prvih infracrvenih spektrometara. Kuipera smatramo ocem moderne planetarne astronomije.

### Kuiperov pojas
Kuiperov pojas je područje u obliku prstena koje se prostire iza putanje planeta Neptuna u širini od 30 AJ do 50 AJ udaljeno od Sunca. Kuiperov pojas sadrži mnoštvo malih ledenih tijela i izvor je mnogih kometa s kratkim orbitama. Tijela unutar Kuiperova pojasa pod stalnim su gravitacijskim utjecajem velikih planeta (Jupitera, Saturna, Urana i Neptuna), koji im mijenjaju putanju i privlače ih prema unutrašnjem dijelu Sunčevog sustava. Iza Kuiperova pojasa prostire se Oortov oblak.
Kuiper je 1951. pretpostavio postojanje velike skupine objekata u području iza Neptunove orbite. Prvi objekt u Kuiperovom pojasu otkriven je 1992. i od tada je u tom području otkriveno više od 70 000 objekata promjera većeg od 100 kilometara. Vidimo da oni zatvaraju pojas oko Sunca. Potrebno je stotine godina da ti objekti naprave jedan obilazak oko Sunca, i zbog toga što su tako spori izuzetno ih je teško otkriti. Vjerojatno je da je Kuiperov pojas ostatak iz rane faze stvaranja Sunčeva sustava. Unutarnji, gušći dio predplanetarnog diska kondenzirao je za nekih desetak milijuna godina u glavne planete, dok su se vanjski, rjeđi dijelovi puno sporije spajali. Očito, iz toga su nastali mnogi mali objekti. Također, široko je prihvaćeno da je Kuiperov pojas izvor kratko periodičnih kometa i ponaša se kao spremnik tih tijela, na isti način na koji se Oortov oblak ponaša kao spremnik za dugo periodične komete.

### Infracrveni spektrometri i teleskopi
Infracrveni spektar elektromagnetskog zračenja (svjetlosti) nalazi se u području valnih duljina od 10−4 do 10−6 metara, dakle izvan vidljivog dijela spektra. Kuiper je sudjelovao u konstruiranju prvih spektrometara za infracrveno zračenje zvjezdanih spektara pri valnim duljinama od 1 do 3 mikrometra. Na temelju tog prvog infracrvenog spektrometra skromne rezolucije kasnije su razvijene tisućustruko veće razlučivosti i posljedično se povećalo naše znanje i razumijevanje planetarnih i zvjezdanih atmosfera.
Pošto svaki različiti tip atoma emitira samo linije karakterističnih valnih duljina, dobivamo spektralnu liniju atoma. Spektri su ispresijecani mnogim poprečnim uskim tamnim linijama (nešto slično bar-kôdu na artiklima u trgovini) koje se zovu Fraunhoferove linije. Iz njih se može isčitati kemijski sastav promatranog objekta i izračunati njegova temperatura. Kuiper je prvi otkrio sastav atmosfere na Titanu, zatim ugljikov dioksid na Marsu, a također je prvi vidio infracrveni spektar Jupitera i Saturna, kao i Jupiterovih Galilejevih satelita i Saturnovih prstenova, te interpretirao dobivene rezultate.
Suradnja s NASA-om omogućila mu je korištenje zrakoplova-observatorija za opažanje u infracrvenom području na visinama od 12 000 metara (u stratosferi) koji je poslije njegove smrti dobio oznaku KAO što znači Kuiper Airborne Observatory (Kuiperov zračni opservatorij). Također, u svemir su lansirani i drugi opservatoriji za promatranja u infracrvenom spektru: IRAS, ISO, FIRST (preimenovan u Herschel Space Observatory), NIMCOS (instaliran je na Hubbleovom teleskopu), a nedavno su lansirani SOFIA I SIRTF.

## Vanjske poveznice
- Gerard Peter Kuiper: NASA KAO's Namesake